# Organización territorial de Yibuti

Regiones de Yibuti.

Yibuti está dividido en cinco regiones o cercles y la villa de Yibuti:
1. Yibuti
2. Arta
3. Ali Sabieh
4. Dikhil
5. Tadjoura
6. Obock